# 1369
Пізнє Середньовіччя •  Відродження •  Реконкіста •  Ганза •  Авіньйонський полон пап •  Монгольська імперія •  Столітня війна

## Геополітична ситуація
Імператором Візантії є Іоанн V Палеолог (до 1376), османських турків очолює султан Мурад I (до 1389). Карл IV Люксембург має титул імператора Священної Римської імперії (до 1378). Королем Франції є Карл V Мудрий (до 1380).
Апеннінський півострів розділений: північ належить Священній Римській імперії, середню частину займає Папська область, південь належить Неаполітанському королівству. Деякі міста півночі: Венеція, Піза, Генуя тощо, мають статус міст-республік. Триває боротьба гвельфів та гібелінів.
Майже весь Піренейський півострів займають християнські Кастилія і Леон, де править Енріке II (до 1379), Арагонське королівство та Португалія під правлінням Фернанду I (до 1383). Під владою маврів залишилися тільки землі на самому півдні. Едуард III королює в Англії (до 1377), Королем Швеції є Альбрехт Мекленбурзький (до 1389). У Польщі королює Казимир III (до 1370). У Литві княжить Ольгерд (до 1377).
Руські землі перебувають під владою Золотої Орди. Триває війна за галицько-волинську спадщину між Польщею та Литвою. Польський король Казимир III захопив Галичину та Волинь.
У Києві княжить Володимир Ольгердович (до 1394). Ярлик на володимирське князівство має московський князь Дмитро Донський.
Монгольська імперія займає більшу частину Азії, але вона розділена на окремі улуси. На заході євразійських степів править Золота Орда, що переживає період Великої Зам'ятні. У Семиріччі владу утримує емір Тамерлан. Іран роздроблений, окремі області в ньому контролюють родини як монгольського, так і перського походження. У Китаї почалося правління династії Мін.
У Єгипті владу утримують мамлюки. Мариніди правлять у Магрибі. Делійський султанат є наймогутнішою державою Індії. В Японії триває період Муроматі.
Цивілізація мая переживає посткласичний період. Почали зароджуватися цивілізація ацтеків та інків.

## Події
- Візантійський імператор Іоанн V Палеолог, намагаючись отримати допомогу від Заходу проти турків, прибув до Рима, де було укладено Римську унію — об'єднання західної та східної церков під верховенством папи римського. Унія не мала практичного значення й була недовговічною.
- В Англію знову повернулася чума.
- Розпочалась Каролінська війна — другий етап Столітньої війни.
  - Французькі війська допомогли Енріке II здобути біля Монтьєля перемогу над чинним королем Кастилії Педро I, союзниками якого були португальці та англійці на чолі з Чорним Принцом.
  - Король Франції Карл V Мудрий денонсував договір у Бретіньї, а англійський король Едуард III знову заявив свої претензії на французький трон.
  - Французькі війська відвоювали більшість Аквітанії та Нормандії.
- Король Кастилії та Леону Педро I загинув від руки вбивці, й на трон знову повернувся його зведений брат Енріке II.
- У Сієні спалахнуло повстання проти правління імператора Карла IV, внаслідок якого місто отримало грамоту, що підтверджувала його вольності. Лукка також викупила свої права на самоуправління.
- Габсбурги й Віттельсбахи владнали суперчку щодо Тіролю, який залишився за викуп у володінні австрійців.
- Кошиці першим із європейських міст отримало свій герб. Його дарував місту угорський король Людвік I Великий.
- Турки розпочали вторгнення в Болгарію.
- Тайська Аюттхая захопила Ангкор у Камбоджі.
- Чжу Юаньчжан, перший імператор Китаю з династії Мін, розпорядився заснувати в кожному місті Конфуціанську школу.

## Народились
- Ян Гус, чеський реформатор (спалений в 1415)